# K-League de 1988
A Korean Super League 1988 foi a sexta edição da principal divisão de futebol na Coreia do Sul, a K-League. A liga começou em março e terminou em novembro de 1988.
Cinco times participaram da liga, todos profissionais: (Yukong Elephants, Daewoo Royals, POSCO Dolphins, Lucky-Goldstar Hwangso, Hyundai Horang-i).

## Classificação final
| Pos | Time                   | Pts | JG | V  | E  | D  | GM | GS | SG | Nota    |
| --- | ---------------------- | --- | -- | -- | -- | -- | -- | -- | -- | ------- |
| 1.  | POSCO Atoms            | 27  | 24 | 9  | 9  | 6  | 28 | 25 | +3 | Campeão |
| 2.  | Hyundai Horang-i       | 25  | 24 | 10 | 5  | 9  | 30 | 25 | +5 |         |
| 3.  | Yukong Elephants       | 24  | 24 | 8  | 8  | 8  | 25 | 24 | +1 |         |
| 4.  | Lucky-Goldstar Hwangso | 23  | 24 | 6  | 11 | 7  | 22 | 29 | -7 |         |
| 5.  | Daewoo Royals          | 21  | 24 | 8  | 5  | 11 | 28 | 30 | -2 |         |